# Jerónimo Casimiro de Ataíde
Jerónimo Casimiro de Ataíde, 9º conde de Atouguia,  filho do 8º conde, morreu em 30 de setembro de 1720.
Casou em 12 de junho de 1694 com D. Mariana Teresa de Távora, filha do 2º Marquês de Távora. Seu filho, Luís Peregrino de Ataíde, seria o 10º conde de Atouguia.